# Lex Iulia maiestatis
La Lex Iulia maiestatis o Lex Iulia de maiestate è una legge emanata nell'8 a.C. per volere dell'imperatore Augusto, il quale riordinò l'intera materia circa il crimine di lesa maestà, cioè di qualunque offesa o minaccia arrecata alla figura dell'imperatore e quindi alla sua auctoritas.

## Antecedenti
La Lex Iulia fu preceduta nel 43 a.C. dalla Lex Pedia che sull'onda emotiva dell'uccisione di Cesare introdusse l'Aquae et ignis interdictio non solo ai cesaricidi, ma anche a tutti i corresponsabili morali

## Fattispecie criminose
Erano sanzionati come crimen maiestatis contro il princeps le seguenti condotte:
- oltraggio alla memoria degli imperatori defunti;
- oltraggio a statue o altre immagini imperiali
- uccisione degli ostaggi
- tutte le attività mirate a promuovere iniziative di guerra "senza l'ordine dell'imperatore" (ad es. arruolare soldati, muovere battaglia, ecc.)
- rifiuto di riconoscere il Genio imperiale e l'imperatore defunto come divinità (questa norma colpirà soprattutto i cristiani, ma verrà considerato reato soltanto in epoca tarda).

Venne utilizzata inoltre per chi attentasse alla vita dell'imperatore o gli mancasse di rispetto in maniera particolarmente grave, per gli atti di tradimento come la perduellio ("alto tradimento"), il tradimento col nemico, la sedizione, la ribellione e il suo incitamento.

## L'uso della tortura
Tra le misure previste dalla Lex Iulia per contrastare questa fenomenologia criminosa, vi era la tortura: i magistrati inquirenti erano autorizzati a usare metodi anche brutali nell'ambito degli interrogatori relativi al crimen maiestatis.
La disposizione che legittimava l'uso della tortura non era nuova, ma risaliva ad altre precedenti normative:
- la Lex Varia de maiestate
- la Lex Appuleia de maiestate
- la Lex Cornelia Sullae de maiestate

Nelle Pauli sententiae si legge che "nessuna posizione sociale esonera dalla tortura" (nulla dignitas a tormentis excipitur): pertanto, essa fu applicabile anche nei riguardi dei cives romani. Solo durante il principato di Marco Aurelio, per iniziativa dell'imperatore stesso, la tortura giudiziaria contro i cittadini liberi venne vietata, mantenendola per gli schiavi ma solo in mancanza di altre prove. Questa riforma fu però abolita dal successore Commodo.

## La pena per il delitto dicrimen maiestatis
La pena prevista era la pena di morte, ma il condannato poteva evitarla scegliendo di sottoporsi alla Aquae et ignis interdictio, ma non sempre era concesso, come nelle precedenti leggi sulla lesa maestà.
Di solito, la pena era eseguita bestiis obici (uccisione a mezzo di bestie feroci) oppure con la vivi crematio (il condannato veniva arso vivo) o tunica molesta. Coloro che non erano cittadini potevano subire la crocifissione. 
Nel caso di cittadini eminenti poteva essere utilizzata, per decisione dell'imperatore, la decapitazione, l'essere pugnalati dai centurioni, lo strangolamento, o la concessione di suicidarsi. Ad esempio, Nerone concesse, dopo la congiura pisoniana, a Seneca, Trasea Peto, Marco Anneo Lucano, Gaio Calpurnio Pisone e Petronio Arbitro di togliersi onorevolmente la vita.

## Citazioni
Nel libro degli Atti degli Apostoli è lo stesso Paolo che ricorda ai suoi carcerieri le prerogative della Lex Iulia in quanto cittadino romano (At 22,23-29)
Tertulliano, nell'Apologeticum II,15, riferisce che la tortura prescritta era utilizzata solamente per interrogare i testimoni.
Ancora nel 1825 il Cardinale Agostino Rivarola applicava la Lex Julia nell'ambito del processo contro i carbonari.